# Lespesia rubra
Lespesia rubra är en tvåvingeart som först beskrevs av Townsend 1916.  Lespesia rubra ingår i släktet Lespesia och familjen parasitflugor.
Artens utbredningsområde är Florida. Inga underarter finns listade i Catalogue of Life.